# Шпитал
Шпитал или Шпитал на Драви (словен. Špital ob Dravi) град је у Аустрији, смештен у јужном делу државе. Шпитал на Драви је четврти по величини град у покрајини Корушкој, где се налази у истоименом округу.

## Природне одлике
Шпитал ан дер Драу се налази у јужном делу Аустрије, у горњем делу долине Драве. Око града се издижу Алпи, који су у овом делу Аустрије веома високи (преко 3.000 м н. в.).

## Становништво
| 2001.  | 2011.  |
| ------ | ------ |
| 16.045 | 15.753 |

Данас је Шпитал ан дер Драу град са око 16.000 становника.

## Галерија
- Панорама града
- Лутеранска црква
- Дворац Порција
- Нови трг